# Your Decision
«Your Decision» es una canción de la banda de grunge estadounidense Alice in Chains, lanzado a través de Virgin/EMI el 16 de noviembre de 2009 como el tercer sencillo de su cuarto álbum de estudio Black Gives Way to Blue (2009). El sencillo alcanzó el número 1 en las listas de Billboard Hot Rock Songs y Mainstream Rock, y el número 4 en la lista de canciones alternativas. "Your Decision" apareció en el episodio 8 de la temporada 10 de CSI, "Lover's Lane".

## Letra
En una entrevista para la realización del video de "Your Decision", el cantante William DuVall afirmó que "Esta canción trata sobre elecciones y sus consecuencias". Muchos fanáticos creen que esta canción fue escrita por Jerry Cantrell para el difunto Layne Staley, quien no pudo dejar su adicción a las drogas y murió en 2002.
DuVall y el baterista Sean Kinney declararon que la canción tiene un mensaje simple: DuVall: "Consecuencias, ya sabes. Es tu decisión. Tienes que dormir en la cama que haces, ya sabes. Las cosas suceden, y es gracioso cómo uno un pequeño giro a la izquierda o a la derecha en tu vida puede llevarte por la tangente que puede ser tan extraño e inesperado, ya sabes".
Kinney: "He tomado muchas izquierdas y muchas derechas. Estoy seguro de que todos lo hemos hecho. Tienes que lidiar con eso cuando llegues allí".

## Video musical
El video musical fue lanzado el 1 de diciembre de 2009 a través de iTunes Music Store y fue dirigido por Stephen Schuster, quien anteriormente había dirigido el video musical de "A Looking in View". Se filmó en una mansión ornamentada de Malibú y rinde homenaje a las películas de Stanley Kubrick, como The Shining y Eyes Wide Shut. También hace referencia a 1 Corintios 10:23, el primer versículo de un pasaje que da pautas sobre comer carne que ha sido ofrecida en sacrificio a los ídolos. Según el baterista Sean Kinney, hubo al menos tres finales diferentes para el video. El video presenta a la modelo californiana Sarah Stage y a la modelo de la tercera temporada de Project Runway, Amanda Fields.
El video muestra a la banda tocando en una fiesta en una gran mansión. Las partes narrativas del video están filmadas en primera persona; el protagonista es invitado a la fiesta por una tarjeta que Stage deja en su puerta. En la fiesta, Stage atrae al protagonista al piso de arriba mientras un hombre calvo los sigue; el protagonista ve muchas actividades extrañas y vagamente sexuales en las habitaciones de arriba. Finalmente entran en una habitación al final del pasillo donde Stage comienza a quitarse la ropa, pero el hombre calvo noquea a la protagonista y se despierta para ver a Stage acercándose a ellos con una bandeja; ella los marca con un número. Se revela que los invitados a la fiesta corresponden a varios números en un menú para un grupo de hombres mayores que comen carne humana en una trastienda; El corazón del protagonista se muestra siendo devorado por Stage al final.
En enero de 2010, Alice in Chains lanzó un video detrás de escena sobre la realización del video musical.
El 10 de febrero de 2010, la banda lanzó un concurso en asociación con PopCult y Devil's Due Publishing para brindarles a los fanáticos la oportunidad de agregar su propio capítulo a la historia que se muestra en el video. Se desafió a los fanáticos a publicar sugerencias sobre lo que creen que debería suceder en el próximo capítulo en 150 palabras o menos. Se animó a los fanáticos a publicar sus presentaciones a través de Facebook y Twitter. Una vez aprobadas, todas las publicaciones de nuevos capítulos se hicieron visibles para el público. Podrían ser leídos, comentados y "Me gusta" por otros usuarios. En cada etapa del capítulo, la presentación con más "me gusta" fue la ganadora. Los capítulos de los ganadores fueron ilustrados por PopCult/Devil's Due e inmortalizados en el cómic "Your Decision". El ganador del Gran Premio fue elegido por la banda e incluyó un viaje aéreo para dos personas a Nueva York para ver a Alice in Chains tocar en un concierto con entradas agotadas en la Terminal 5 el 9 de marzo de 2010, dos noches de alojamiento y la oportunidad de conocer a la banda. Los cuatro finalistas obtuvieron una litografía cómica ilustrada de edición limitada "Your Decision" firmada por la banda. El cómic finalizado (que consta de seis capítulos) se ofreció como descarga gratuita en PDF para todos.

## En la cultura popular
La canción apareció en el programa de televisión CSI, en el episodio 8 de la temporada 10, "Lover's Lane".
El 12 de enero de 2010, se lanzó como contenido descargable para la serie de videojuegos Rock Band.

## Posicionamiento en lista
| Lista (2009–2010)         | Posición |
| ------------------------- | -------- |
| Canadá (Canadian Hot 100) | 57       |